# Portada/efemèride juliol 11
Rubén Baraja
« 10 de juliol · 11 de juliol · 12 de juliol »